# Philippe Herbert
Pour les articles homonymes, voir Herbert.
Philippe Herbert (né à Paris, mort le 13 mars 1500)  est un ecclésiastique qui fut  archevêque d'Aix-en-Provence de 1484 à 1500.

## Biographie
Philippe Herbert d'origine parisienne est le fils de Jean Herbert, seigneur d'Ossonvilliers et intendant des finances, et de Jeanne Guérin. Son frère Geoffroy est évêque de Coutances et son autre frère Louis évêque d'Avranches ; les deux ainés sont Jean, chambellan du Roi et François, baron de la Hogue. Du fait de la proximité de sa famille avec le pouvoir royal, il est nommé par Charles VIII de France, archevêque d'Aix-en-Provence et il reçoit ses confirmations pontificales le 27 février 1484. Il prend possession de son siège le 13 mars 1485. Le 9 avril 1487 il préside les États de Provence qui se tiennent dans sa cité d'Aix. Le 27 octobre 1498 il consacre la chapelle de Saint-Sébastien et il meurt le 13 mars 1500.

## Héraldique
| Blason | Blasonnement                                                |
| ------ | ----------------------------------------------------------- |
|        | d'azur au sautoir d'or, cantonné de quatre étoiles de même. |